# Eric Pearson
Eric Pearson (New York, 14 dicembre 1984) è uno sceneggiatore statunitense.

## Filmografia

### Sceneggiatore

#### Lungometraggi
- Thor: Ragnarok, regia di Taika Waititi (2017)
- Godzilla vs. Kong, regia di Adam Wingard (2021)
- Black Widow, regia di Cate Shortland (2021)
- Thunderbolts*, regia di Jake Schreier (2025)
- I Fantastici Quattro - Gli inizi (The Fantastic Four: First Steps), regia di Matt Shakman (2025)

#### Cortometraggi
- Il consulente (The Consultant), regia di Leythum (2011)
- Scena comica nel raggiungere il martello di Thor (A Funny Fhing Happened on the Way to Thor's Hammer), regia di Leythum (2011)
- Item 47, regia di Louis D'Esposito (2012)
- Agente Carter, regia di Louis D'Esposito (2013)

#### Televisione
- Agent Carter - serie TV, 3 episodi (2015 - 2016)